# Епархия Фару
 Епархия Фару (лат. Dioecesis Pharaonensis) — епархия Римско-Католической церкви с центром в городе Фару, Португалия. Епархия Фару входит в митрополию Эворы. Кафедральным собором епархии Фару является церковь Пресвятой Девы Марии.

## История
В начале IV века в городе Фару была образована епархия Оссонобы, первые свидетельства о которой датируются 306 годом, когда епископ этой епархии участвовал в Эльвирском соборе. В 688 году епархия Оссонобы была упразднена по причине вторжения в Португалию арабов.
В 1188 году, после освобождения страны, епархия была восстановлена. Кафедральный собор епархии Оссонобы находился в это время в городе Силвиш.
В 1218 году епархия Оссонобы вошла в митрополию Браги, а с 1251 года некоторое время находилась в митрополии Севильи. 10 ноября 1394 года епархия Оссонобы вошла в митрополию Лиссабона.
20 октября 1539 года Римский папа Павел III издал буллу Sacrosancta Romana Ecclesia, которой санкционировал переезд кафедры епископа из города Силвиш в город Фару.
24 сентября 1540 года епархия Оссонобы вошла в митрополию Эворы.
30 марта 1577 года епархия Оссонобы была переименована в епархию Фару.

## Источник
- Annuario Pontificio, Libreria Editrice Vaticana, Città del Vaticano, 2003, ISBN 88-209-7422-3
- José Pedro Paiva, Os bispos de Portugal e do Império: 1495—1777, Coimbra 2006, ISBN 97-287-0485-2